# Cecilia Webb
Cecilia Webb (25 de março de 1888 - 1957) foi uma escultora britânica.

## Biografia
Webb era filha do arquitecto Morpeth Webb e nasceu em Stamford, em Lincolnshire. Ao longo da sua carreira, Webb fez esculturas em bronze, barro e gesso e, durante as décadas do período entre guerras, foi expositora regular na Royal Academy de Londres, na Royal Scottish Academy em Edimburgo, no Royal Glasgow Institute of the Fine Arts e no Salão de Paris. Um modelo de cerâmica de 1949 da Sagrada Família de Webb está em Southwell Minster, em Nottinghamshire. Na segunda metade da sua vida, Webb morou em Melton Mowbray, onde faleceu em 1957.